# Cidul (film)
Cidul (în engleză El Cid) este un film istoric dramatic epic din 1961, regizat de Anthony Mann și produs de Samuel Bronston. Filmul este inspirat în mod liber din viața războinicului castilian din secolul al XI-lea Rodrigo Díaz de Vivar, numit „El Cid” (din arabă as-sidi, adică „Lordul”). Distribuția principală este formată din Charlton Heston în rolul titular și Sophia Loren în rolul Doña Ximena⁠(d). Scenariul este atribuit pe generic lui Fredric M. Frank⁠(d), Philip Yordan⁠(d) și Ben Barzman⁠(d), cu contribuții nemenționate ale lui Bernard Gordon.
Cidul a avut premiera pe 6 decembrie 1961 la Teatrul Metropole din Londra și a fost lansat pe 14 decembrie în Statele Unite ale Americii. Filmul a avut parte de recenzii în mare parte pozitive, fiind lăudate interpretările lui Heston și Loren, imaginea și muzica. A obținut încasări de 26,6 milioane de dolari în timpul difuzării sale în rețeaua de cinematografe. A fost nominalizat la trei premii Oscar pentru cele mai bune decoruri, cea mai bună muzică într-un film dramatic sau de comedie și cea mai bună melodie originală.

## Rezumat
Generalul Ben Yusuf din dinastia Almoravid i-a chemat pe toți emirii din Al-Andalus în Africa de Nord. El îi pedepsește pentru că au trăit pașnic cu vecinii lor creștini, ceea ce contravine visului său de a domina lumea islamică. Emirii se întorc în Spania cu ordin să reia ostilitățile cu creștinii, în timp ce Ben Yusuf își pregătește armata pentru o invazie pe scară largă.
Don Rodrigo Díaz de Vivar, aflat pe drum către nunta lui cu Doña Ximena⁠(d), salvează un oraș spaniol de o armată maură invadatoare. Doi dintre emiri, Al-Mu'tamin⁠(d) din Zaragoza și Al-Kadir din Valencia, sunt capturați. Mai interesat de pace decât de răzbunare, Rodrigo își escortează prizonierii la Vivar și îi eliberează cu condiția să nu mai atace niciodată ținuturile aparținând regelui Ferdinand al Castiliei. Emirii îl proclamă „El Cid” (echivalentul spaniol castilian pentru cuvântul arab „Al Sidi”, care înseamnă lord) și îi jură credință.

## Distribuție
- Charlton Heston – Don Rodrigo Díaz de Vivar, El Cid
- Sophia Loren – Doña Ximena⁠(d)
- Herbert Lom – Ben Yusuf⁠(d)
- Raf Vallone – García Ordóñez⁠(d)
- Geneviève Page – Doña Urraca (sora lui Alfonso al VI-lea)
- John Fraser⁠(d) – Alfonso al VI-lea (regele Castiliei)
- Douglas Wilmer – Al-Mu'tamin⁠(d) (emirul Zaragozei)
- Frank Thring⁠(d) – Al-Kadir⁠(d) (emirul Valenciei)
- Michael Hordern⁠(d) – Don Diego (tatăl lui Rodrigo)
- Andrew Cruickshank⁠(d) – contele Gormaz (tatăl Ximenei)
- Gary Raymond – prințul Sancho, primul fiu al regelui Ferdinand
- Ralph Truman⁠(d) – regele Ferdinand
- Massimo Serato⁠(d) – Fañez⁠(d) (nepotul lui Rodrigo)
- Hurd Hatfield⁠(d) – Arias
- Tullio Carminati⁠(d) – Al-Jarifi
- Fausto Tozzi⁠(d) – Dolfos
- Christopher Rhodes⁠(d) – Don Martín
- Carlo Giustini⁠(d) – Bermúdez
- Gérard Tichy⁠(d) – regele Ramiro
- Barbara Everest⁠(d) – maica superioară
- Nerio Bernardi – soldat (menționat Nelio Bernardi)
- Franco Fantasia⁠(d) – soldat

## Producție

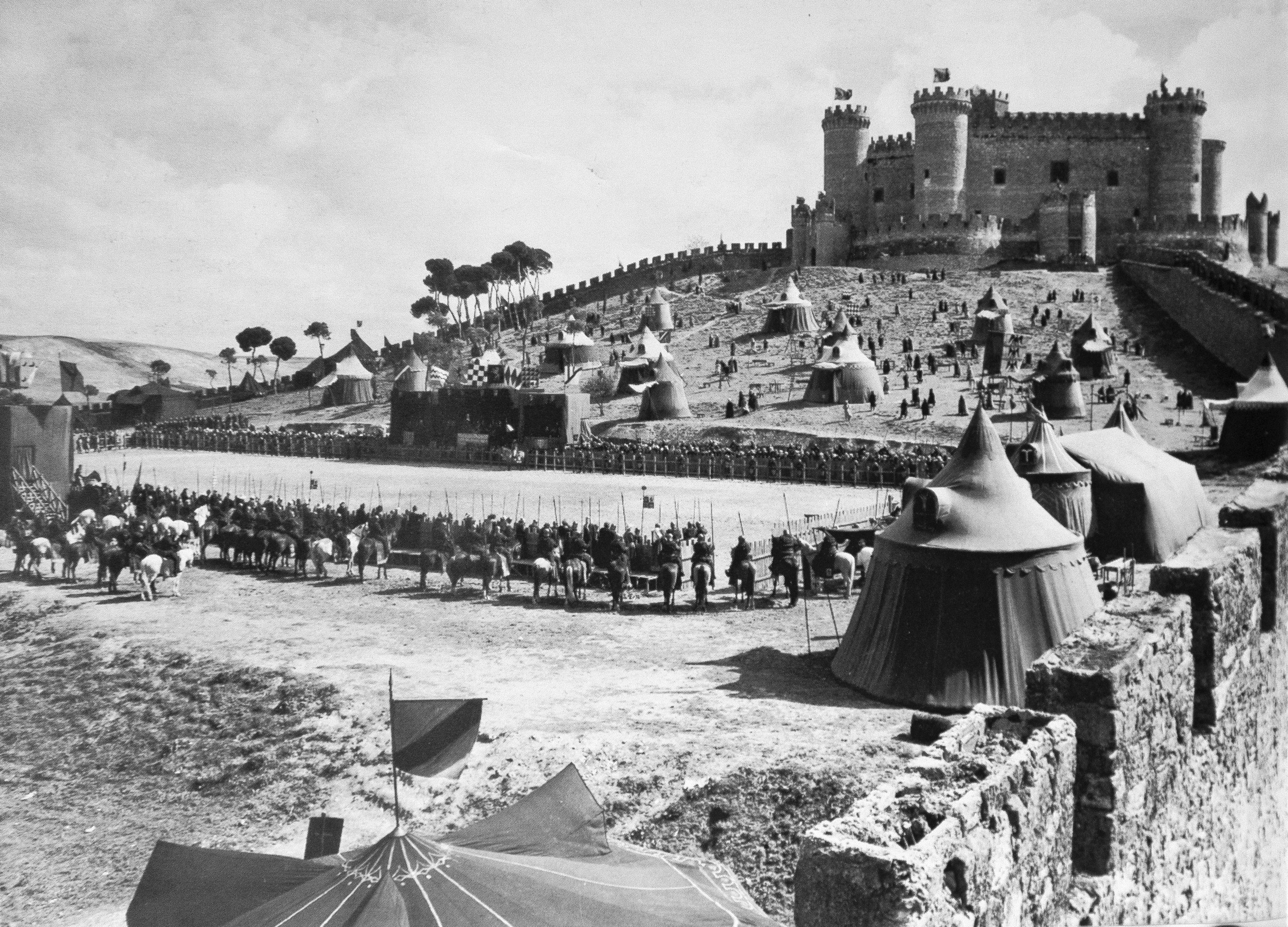
Filmări lângă Castelul Belmonte din provincia Cuenca

### Filmări

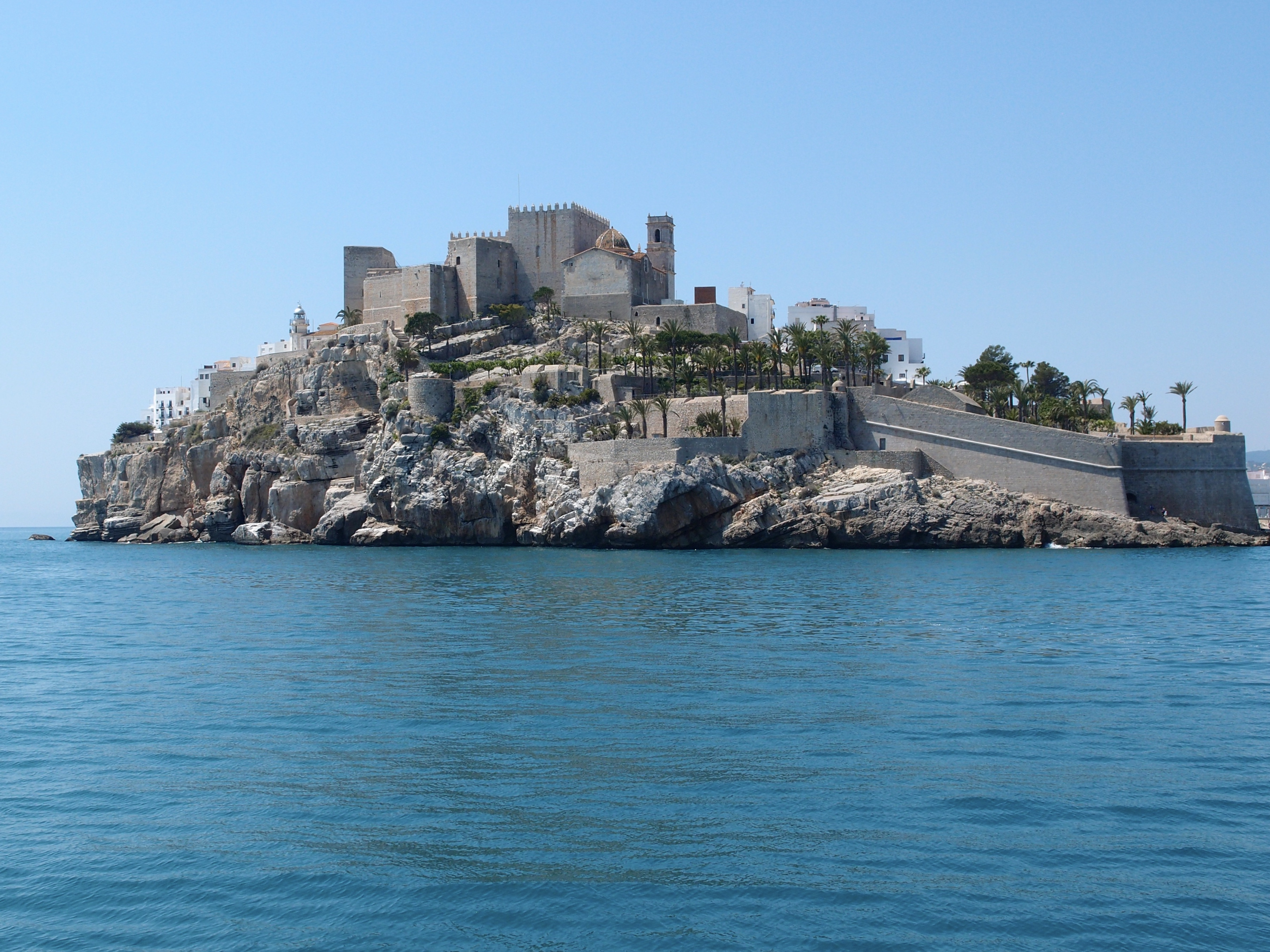
Bătălia de la Valencia a fost filmată pe plajele din Peñíscola.

Filmările au început pe 14 noiembrie 1960 la Studiourile Sevilla din Madrid (Spania). S-a raportat că au avut loc cel puțin patru luni de filmări exterioare în Spania, care au fost urmate de o ultimă lună de filmări interioare la Studiourile Cinecittà din Roma.

## Lansare
Cidul a avut premiera mondială la Teatrul Metropole din Victoria, Londra, pe 6 decembrie 1961. Pe 14 decembrie 1961 filmul a avut premiera la Warner Theatre din New York, iar o altă premieră a avut loc la Carthay Circle Theatre din Los Angeles pe 18 decembrie  Pentru lansarea internațională a filmului, distribuitorii au folosit Rank Organisation în Marea Britanie, Dear Film în Italia, Astoria Filmes în Portugalia, Filmayer în Spania și Melior în Belgia.

## Recepție

### Box office
Până în ianuarie 1963, filmul a încasat 8 milioane de dolari în rețelele de cinematografie din Statele Unite ale Americii și Canada. Filmul și-a încheiat difuzarea, câștigând 26,6 milioane de dolari în Statele Unite ale Americii și Canada. În total, a adus încasări nete de 12 milioane de dolari la box office (partea distribuitorului din veniturile brute de la box office).

### Premii
| Premii                              | Data ceremoniei | Categorie                                                 | Destinatari                                                                                 | Rezultat     |
| ----------------------------------- | --------------- | --------------------------------------------------------- | ------------------------------------------------------------------------------------------- | ------------ |
| Premiile Oscar                      | 9 aprilie 1962  | Cele mai bune decoruri                                    | Veniero Colasanti⁠(d), John Moore⁠(d)                                                         | Nominalizare |
| Premiile Oscar                      | 9 aprilie 1962  | Cea mai bună muzică dintr-un film dramatic sau de comedie | Miklós Rózsa                                                                                | Nominalizare |
| Premiile Oscar                      | 9 aprilie 1962  | Cea mai bună melodie originală                            | „Tema de dragoste din El Cid (Șoimul și porumbelul)” – Miklós Rózsa și Paul Francis Webster | Nominalizare |
| Premiile Globul de Aur              | 5 martie 1962   | Cel mai bun film – dramă                                  | Cidul                                                                                       | Nominalizare |
| Premiile Globul de Aur              | 5 martie 1962   | Cel mai bun regizor                                       | Anthony Mann                                                                                | Nominalizare |
| Premiile Globul de Aur              | 5 martie 1962   | Cea mai bună muzică originală                             | Miklós Rózsa                                                                                | Nominalizare |
| Directors Guild of America          | 1962            | Regie remarcabilă – lungmetraj                            | Anthony Mann                                                                                | Nominalizare |
| British Society of Cinematographers | 1962            | Premiul pentru cea mai bună imagine                       | Robert Krasker                                                                              | Câștigat     |